# Giovanni Caselli (Physiker)

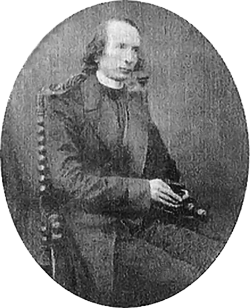
Giovanni Caselli (Physiker).

Giovanni Caselli (* 25. Mai 1815 in Siena; † 5. Oktober 1891 in Florenz) war ein italienischer Physiker.
Caselli war zunächst vorwiegend politisch tätig. Später bemühte er sich, physikalisches Wissen weiten Kreisen der Bevölkerung nahezubringen. Er gründete hierzu die Zeitschrift La recreazione.
Caselli erfand einen als Pantelegraphen bezeichneten Kopiertelegraphen, den er 1855 in England und Frankreich patentieren ließ. Pantelegraphen wurden 1860 in französischen Telegraphenbüros auf den Linien Paris – Amiens (140 km) und Paris – Marseille (1000 km) bis zum Jahr 1871 eingesetzt.